# Oni
Oni (jap. 鬼) – złe duchy, demony, diabły występujące w religii shintō i japońskim folklorze, utożsamiane z chorobami, klęskami i nieszczęściem. Stanowią jeden z rodzajów yōkai – nadprzyrodzonych istot.

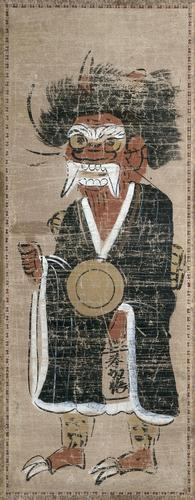
Oni

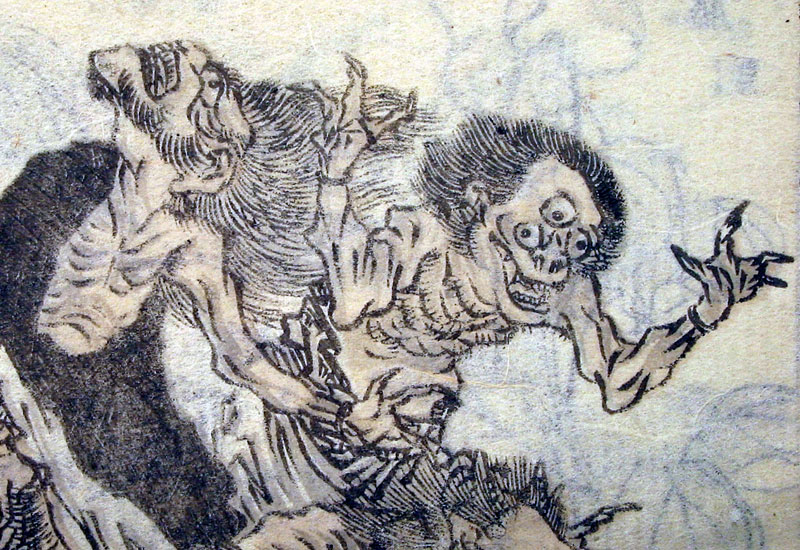
Rysunek z postaciami oni

Są z pozoru podobne do ludzi, lecz mają troje oczu, szerokie usta, rogi oraz szpony na dłoniach i stopach. Potrafią fruwać i spadają z nieba, aby porwać duszę złego człowieka, który właśnie umiera. Mogą mieć różny charakter: bywają łagodne, złośliwe lub gwałtowne. Zwykle przedstawiane jako półnagie postacie o dzikim wyglądzie, odziane w skóry.
W celu odczynienia złych duchów co roku odprawia się ceremonię oni-yarai (jap. 鬼遣 lub 儺) w formie przedstawienia.

## Kultura
Istnieje życzenie związane z obchodami księżycowego Nowego Roku, mianowicie 鬼はそと！福は内！ (Oni wa soto! Fuku wa uchi!), co tłumaczy się jako: „Wynocha diabły! Szczęście przyjdź!”. Zwyczajowo towarzyszy mu jednoczesne rozrzucanie ziaren soi.

## Kultura popularna
Podobnie jak w przypadku innych terminów mitologii japońskiej, po nazwę oni sięgają twórcy popkultury anime oraz gier komputerowych, np. w grze Guild Wars: Factions stylizowanej na kraje orientu jednymi z przeciwników są demony „Oni”.